# شابیزک ترکمنی
شابیزک ترکمنی، شابیزک کپت‌داغی (نام علمی: Atropa komarovii) نام یک گونه از سرده شابیزک است.